# Метусастарт
Метусастарт (Метастарт) — цар міста-держави Тір бл. 918—906 роках до н.е. (за іншою хронологією — у 909—897 роках до н. е.)

## Життєпис
Основні відомості про нього містяться в праці Йосифа Флавія «Проти Апіона». В свою чергу останній запозичив знання у Менандра Ефеського, що спирався на тірський архів.
За однією версією був сином годувальниці майбутнього царя Абдастарта. Через декілька років, коли той зійшов на трон, разом зі своїми братами влаштував змову, внаслідок чого Абдастарт загинув, а Метусастарт захопив владу.
На думку інших дослідників Метусастарт є наслідок помилки при переписування трактату Йосифа Флавія. Вираз «після них» вони прийняли за ім'я царя Метусастарт. За цією версією, ім'я заколотника і узурпатора невідоме, оскільки після повернення до влади представників династії Абібаала, його було викреслено з усіх списків. Можливо, Метусастрат спирався за більш широкі народні маси, що протистояли царській династії та аристократії. Панував 12 років та був зрештою повалений. Наступник Метусастарта — Астарт — був родичем поваленого царя Абдастарта.